# 三好町 (みよし市)
三好町（みよしちょう）は、愛知県みよし市の町名。郵便番号は470-0224。

## 地理
みよし市中央部に位置する。西は愛知郡東郷町に、北は莇生町に、東は打越町に、南は明知町と福田町に接する。

## 歴史

### 中近世
- もとは三河国碧海郡に属しており、江戸時代前期に加茂郡の所属となった[6]。江戸時代前期には福田村が分村した[6]。

### 近現代
- 1873年（明治6年） - 三好学校が創立[6]。
- 1876年（明治9年） - 三好郵便局が開局[6]。
- 1878年（明治11年） - 加茂郡が分割されて西加茂郡の所属となる[6]。
- 1889年（明治22年） - 町村制施行に伴って三好村大字三好となる[6]。
- 1958年（昭和33年） - 三好村の町制施行に伴って三好町大字三好となる[6]。

### 地名の由来
寛和年間（985年から987年）、三河国鳳来寺付近にある三吉の行観自達坊がこの地に庵を結び、行観自達坊の出身地が地名の由来となった。寛文年間に三好に改めたとされるが、その後も三吉と書く場合もある。

## 世帯数と人口
2022年（令和4年）3月1日現在の世帯数と人口は以下の通りである。
| 町丁   | 世帯数    | 人口     |
| ------ | --------- | -------- |
| 三好町 | 6,359世帯 | 14,639人 |

## 小・中学校の学区
市立小・中学校に通う場合、町内が学区に指定されている小・中学校は以下の通りとなる。
小学校
- みよし市立中部小学校
- みよし市立天王小学校
- みよし市立三吉小学校

中学校
- みよし市立三好中学校
- みよし市立南中学校

## 交通

### 鉄道
町内に鉄道駅はない。

### 道路
国道
- 国道153号

都道府県道
- 愛知県道54号豊田知立線
- 愛知県道56号名古屋岡崎線
- 愛知県道218号和合豊田線
- 愛知県道234号みよし沓掛線

## 施設
- みよし市役所
- みよし市勤労文化会館「サンアート」
- みよし市中央公民館

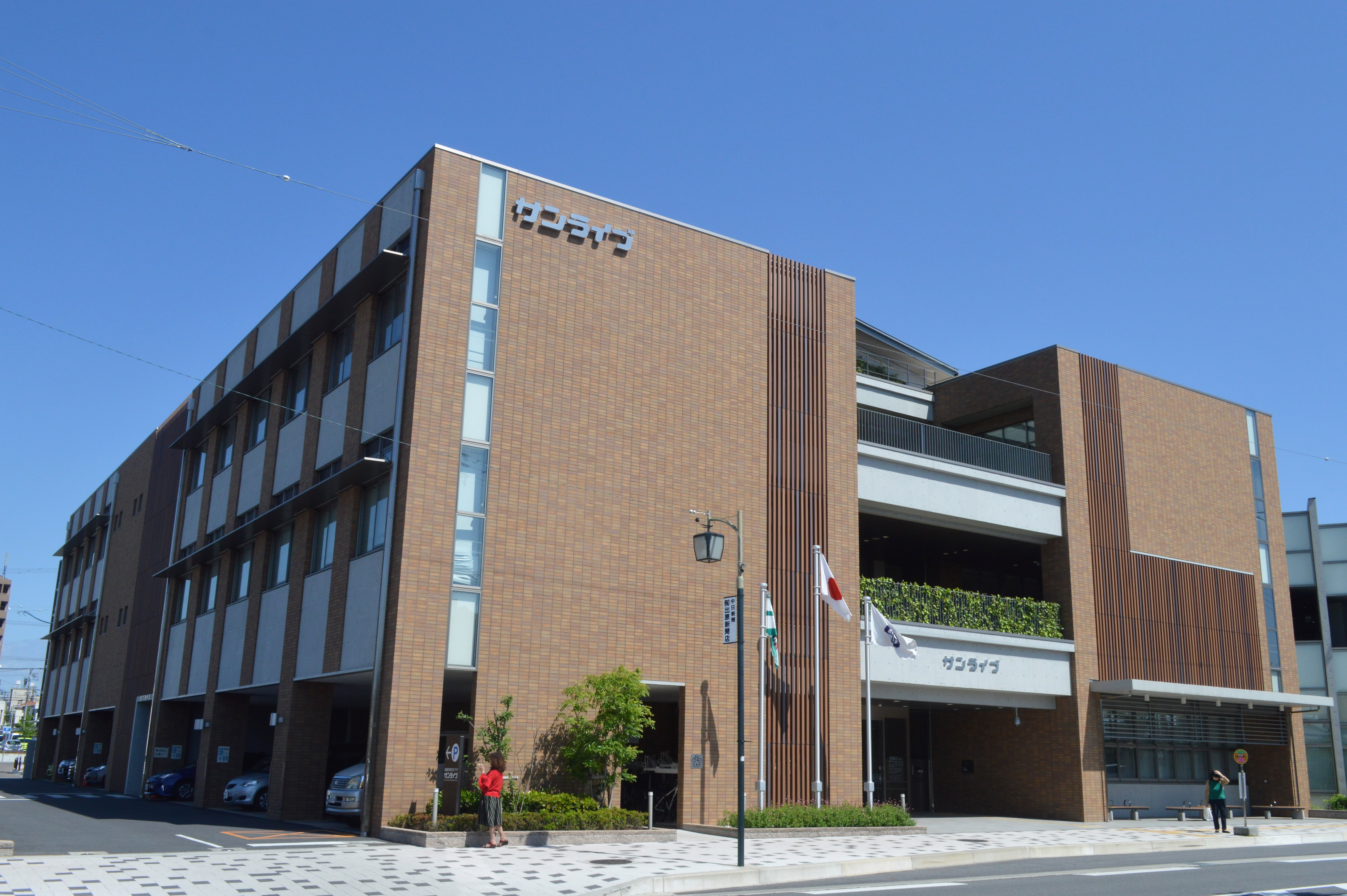
みよし市図書館学習交流プラザ

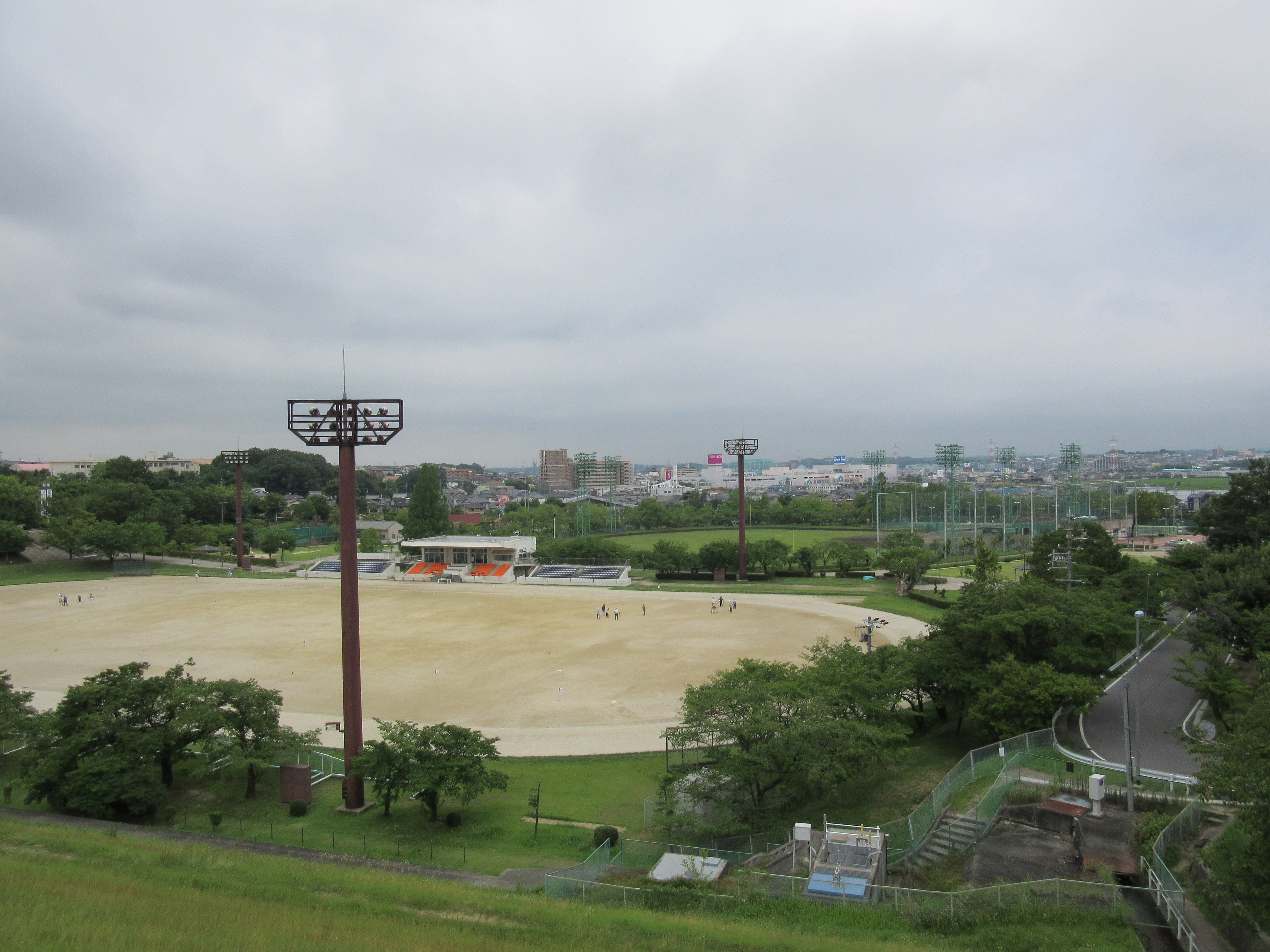
三好公園

- みよし市図書館学習交流プラザ「サンライブ」
  - みよし市立中央図書館
- みよし市立歴史民俗資料館
- 三好公園
  - 三好公園総合体育館
  - 三好公園陸上競技場
  - 三好公園野球場
- みよし市立中部小学校
- みよし市立天王小学校
- みよし市立三吉小学校
- みよし市立三好中学校
- 愛知県立三好高等学校
- みよし市民病院
- みよし市福祉センター
- みよし市保健センター
- みよし市勤労青少年ホーム
- イオン 三好店
- JAあいち豊田三好支店
- 三好郵便局
- NTT西日本三好電話交換所
- 三菱UFJ銀行三好支店 - ※2022年1月17日に豊田支店内に移転。

### 名所・旧跡
- 八幡社
- 満福寺（三好稲荷） - 浄土宗西山深草派。
- 医王寺 - 浄土宗西山禅林寺派。
- 与願寺 - 浄土宗西山禅林寺派。
- 阿弥陀寺 - 真宗大谷派。
- 全海寺 - 浄土宗。

## 出身関連著名人
- 岡本愛衣 - 広島ホームテレビアナウンサー